# Alexandra Duncan
Alexandra Duncan ist eine amerikanische Science-Fiction- und Fantasy-Schriftstellerin und Bibliothekarin. Ihr Debütroman Salvage wurde 2015 mit dem Compton Crook Award ausgezeichnet.

## Leben
Alexandra Duncan ist verheiratet und lebt im Westen North Carolinas. Sie ist Mitglied von We Need Diverse Books und pflegt kranke Katzen für die Humane Society of the United States.

## Werke

### Salvage-Universum
1. Salvage, Greenwillow Books 2014, ISBN 978-0-06-222014-1
2. Sound, Greenwillow Books 2015, ISBN 978-0-06-222017-2

### Einzelromane
- Blight, Greenwillow Books 2017, ISBN 978-0-06-239699-0

### Novelle
- Rampion (2011)

### Kurzgeschichten
- Kinderkochen (2008)
- Bad Matter (2009)
- Amor Fugit (2010)
- The Door in the Earth (2010)
- Swamp City Lament (2010)
- Directions for Crossing Troll Bridge (2013)

### Sachbuch
- Duncan verfasste einen Beitrag zu: Amy Reed (Hrsg.): Our Stories, Our Voices, Simon Pulse 2018, ISBN 978-1-5344-0899-9

## Auszeichnungen
- Compton Crook Award 2015 für Salvage